# 織田信興
織田 信興（おだ のぶおき）は、戦国時代から安土桃山時代にかけての武将。織田氏の家臣。織田信秀の7男で織田信長の弟。

## 生涯
兄・織田信長に早くから従う。永禄8年（1565年）、信長の命で滝川一益と共に出兵し、弥富服部党の当主・服部友貞不在の時を狙って攻め立て勝利する。鯏浦城・小木江城（古木江城。現在の愛西市）を築き、以後は小木江城に在城し、服部党と西に控える長島を牽制する役目を担った。
元亀元年（1570年）11月、信長が石山本願寺などの信長包囲網にさらされると、信興の小木江城も尾張・伊勢長島一向一揆衆によって囲まれた。このとき、信長は浅井長政や朝倉義景らと比叡山で対峙し、近隣の桑名城にいた滝川一益も一揆勢の侵攻により籠城していたため、援軍を送ることができなかった。信興は孤立無援の中で奮戦し、6日間耐えたが落城し、信興は天守（別伝には城外に撃って出た、とも）で自害した、と伝わる（『織田家雑録』）。なお、この時80人余りの家臣も信興に殉じている。
信頼の厚い弟・信興を殺された信長の一揆衆に対する憎悪は高まり、これが天正2年（1574年）の長島一向一揆衆の大虐殺にまでつながった。
織田一族に彦七郎信定がおり、信興と同じ彦七郎を仮名としていることから信興の子と推定されている（『薬師寺文書』『大通寺文書』）。